# Charles-Frédéric de Saxe-Meiningen
Charles-Frédéric (18 juillet 1712, Meiningen – 28 mars 1743, Meiningen) est duc de Saxe-Meiningen de 1729 à sa mort.

## Biographie
Il est le quatrième fils d'Ernest-Louis Ier et de sa première épouse, Dorothée-Marie de Saxe-Gotha-Altenbourg. À la mort d'Ernest-Louis Ier, en 1724, ses fils Ernest-Louis II et Charles-Frédéric sont encore mineurs ; la régence est assurée par leurs oncles Frédéric-Guillaume et Antoine-Ulrich. Ernest-Louis II meurt en 1729 et Charles-Frédéric lui succède, avant d'atteindre sa majorité en 1733. Jamais marié, il meurt en 1743 et le duché passe à l'aîné de ses oncles, Frédéric-Guillaume.